# Detective Conan: The Time Bombed Skyscraper
Detective Conan: The Time-Bombed Skyscraper (яп. 名探偵コナン 時計じかけの摩天楼 Мэйтантэй Конан: Токэй дзикакэ но матэнро:) — анимационный полнометражный японский фильм 1997 года, основанный на манге Госё Аоямы Detective Conan. Это первый полнометражный фильм франшизы, его действие разворачивается между 54 и 55 сериями аниме-сериала.

## Сюжет
Синъити получает приглашение от имени знаменитого архитектора Тэйдзи Мория и просит Ран пойти на встречу вместо него. Девушка соглашается с условием, что после этого он пойдёт с ней на свидание в субботу.
Утром в субботу Конан получает звонок от странного человека, который предлагает Синъити сыграть с ним в игру и начинает давать подсказки о местололожении бомб, заложенных по всему Токио. Конан находит и уничтожает их все. Из-за местонахождения бомб рядом со зданиями, построенными Тэйдзи, Конан догадывается, что это он хочет уничтожить свои «недостойные» работы и создать идеальное новое здание. После ареста архитектор говорит, что осталось еще несколько бомб — как раз в том здании, где Ран назначила Синъити свидание в этот день.
Последние бомбы взрываются и перекрывают входы и выходы, так что Ран оказывается в ловушке внутри вместе с другими людьми. Конан пытается пробраться к ней через разрушающееся здание, но поврежденная дверь блокирует проход. Используя свой галстук-бабочку и мобильник, он звонит Ран и просит её найти оставшуюся бомбу. По телефону он объясняет ей, как её разминировать. Но напоследок Тэйдзи оставил ещё одну ловушку — два дополнительных провода: красный и синий — один из них обманка, но какой именно никто не знает. По этой причине Конан говорит Ран перерезать любой из них. Прибывающие спасатели вытаскивают Конана из здания, когда его озаряет, что Тэйдзи знал любимый цвет Ран — красный и заминировал именно его. В последние минуты Ран решает перерезать синий провод, так как красный она представляет в виде красной нити судьбы, связывающей её и Синъити.

## В ролях
| Персонаж                | Сэйю            |
| ----------------------- | --------------- |
| Конан Эдогава           | Минами Такаяма  |
| Синъити Кудо            | Каппэй Ямагути  |
| Ран Мори                | Вакана Ямадзаки |
| Когоро Мори             | Акира Камия     |
| инспектор Дзюдзо Мэгурэ | Тяфурин         |
| Хироси Агаса            | Кэнъити Огата   |
| Аюми Ёсида              | Юкико Ивай      |
| Мицухико Цубурая        | Икуэ Отани      |
| Гэнта Кодзима           | Ватару Такаги   |
| детектив Сиратори       | Канэто Сиодзава |
| Соноко Судзуки          | Наоко Мацуи     |
| Тэйдзи Мория            | Таро Исида      |

## Создание и выпуск
Для последней сцены фильма использовался эпизод, который Госё Аояма хотел включить в оригинальную мангу. Он даже создал оригинальные рисунки для неё.
Фильм был выпущен в 13 кинотеатрах в Японии 19 апреля 1997 года. В первые выходные он собрал 8 554 500¥. Общие сборы фильма в Японии составили 1,1 млрд иен. Когда он транслировался по телевидению 8 апреля 2016 года, его рейтинг составил 8,8 %, новая трансляция 5 февраля 2021 года собрала 9,4 % аудитории.
Фильм в том или ином виде выходил во многих странах мира. В сентябре 2007 года фильм был выпущен на DVD во Франции и Германии компанией Kazé. 16 июля 2009 года фильм был выпущен компанией Flashstar Home Vídeo на DVD в Бразилии на португальском языке. В Каталонии он вышел с озвучкой на каталонском языке 17 января 2010 года. В ноябре 2010 года фильм был показан через сеть Cityfamily в Латинской Америке, а позже компания Distrimax/Gussi выпустила его на DVD.

### Видеокассеты
Фильм был выпущен на VHS 19 октября 1997 года. Выпуск кассет был остановлен после перехода на DVD в 2006 году.

### DVD
Во 2 регионе DVD фильма вышел 28 марта 2001 года. Новое подешевевшее издание вышло 25 февраля 2011 года.
FUNimation выпустила английский дубляж The Time-Bombed Skyscraper на DVD 3 октября 2006 года в 1 регионе. Как и в сериале, при переводе на английский язык имена основных персонажей были американизированы, а любые упоминания японских реалий вычищены. В отличие от сериала в фильме оригинальные кадры не были изменены или переведены, за исключением начального заголовка и титров в конце. Логотип в начале был заменен на английскую версию, а оригинальные титры из тура по Токио и краткого пересказа фильма были изменены на завершающую сцену фильма — вид с воздуха на персонажей и полицейские машины на месте преступления.

### Blu-ray
Версия фильма на Blu-ray вышла 26 августа 2011 года. На Blu-ray входит всё то же самое, что и на DVD плюс мини-буклет с объяснением фильма и функциями BD-live. Удешевленное издание вышло 7 декабря 2018 года в ходе перевыпуска первых десяти фильмов франшизы. В первую же неделю оно заняло 14 место в топе продаж.

## Музыка
23 апреля 1997 года был выпущен диск с саундтреком Detective Conan: The Time Bombed Skyscraper Original Soundtrack (яп. 名探偵コナン　時計じかけの摩天楼　オリジナル・サウンドトラック Meitantei Conan Tokei-jikake no Matenrō Orijinaru Saundotorakku) компанией Polydor Records.
| №  | Название                                   | Текст песни   | Музыка     | Исполнитель | Длительность |
| -- | ------------------------------------------ | ------------- | ---------- | ----------- | ------------ |
| 1. | «Happy Birthday» (тематическая песня)      | Сикао Суга    | Сикао Суга | Кёко        |              |
| 2. | «Kimi ga Ireba» (キミがいれば, интерлюдия) | Такаянаги Рэн | Кацуо Оно  | Иори        |              |
| 3. | «Aitai yo» (逢いたいよ, интерлюдия)        | Такаянаги Рэн | Кацуо Оно  | Иори        |              |

## Манга
На основе фильма была выпущена двухтомная аниманга под названием Gekijōban Meitantei Conan - Tokei-jikake no matenrō (яп. 劇場版 名探偵コナン 時計じかけの摩天楼 Gekijōban Meitantei Konan - Tokei-jikake no matenrō) — комикс, в котором вместо рисунков используются кадры из аниме. Первый том был выпущен Shogakukan 18 сентября 1997 года (ISBN 4-09-124871-3), а второй том — 18 октября того же года (ISBN 4-09-124872-1). 18 января 2006 года они были выпущены единым томом (ISBN 4-09-120299-3)
К 55-летию Shonen Sunday на основе фильма была создана полноценная манга, нарисованная Ютакой Абэ и Дэндзиро Мару. Она публиковалась в журнале Shōnen Sunday Super с 25 апреля по 25 июля 2014 года, а затем выпущена единственным томом 18 августа 2014 года (ISBN 978-4-09-125089-6).

## Критика
Одним из примечательных моментов фильма критики указывают присутствие в нём Синъити-подростка, которого в более поздних произведениях Конан полностью оттенит на второй план. Недостатком фильма же в обзорах указывают слишком простую основную детективную часть: кто и почему совершает преступления становится очевидным с самого начала. Из-за этого MangasZene даже относит The Time Bombed Skyscraper к одним из худших полнометражных фильмов о Конане. Компенсировать слабость основной загадки произведение старается активными действиями и по большому счету ему это удается: множество взрывов, погоня и рушащееся здание в финале.
Графика в фильме заметно качественней, чем в сериале: анимированные движения сложные, взрывы и их действие динамичны и одновременно впечатляюще и ужасающе детализированны. Внимание к деталям заметно, в частности, в движении персонажей на фоне. В то же время сам рисунок сохранился: дизайн персонажей все такой же странный с угловыми лицами, громадными ушами и карикатурным изображением детей. В обзорах, вышедших более, чем через 10 лет после выхода фильма, критики отмечают, что графика заметно устаревшая.
Музыка такая же непримечательная, как и в сериале. В основном это странные мелодии гитары и фортепиано. Музыка становится заметной только в напряжённые моменты или во время эмоциональных сцен. Саундтрек примечателен своим редким использованием, а не качеством, но эффективен, когда используется. Сэйю отлично справляются со своей работой.
В первую очередь фильм понравится фанатам оригинального произведения, хотя те, кто с ним не знаком, много не потеряют — The Time Bombed Skyscraper вводит зрителей в сюжет и представляет основные элементы Detective Conan. И хотя целевой аудиторией The Time Bombed Skyscraper являются дети, в нём присутствует доля насилия и даже кровь, хотя ничего такого, что напугает подростков или создаст проблемы при просмотре вместе с родителями для детей от 10 лет.
Английский дубляж был выполнен Funimation под названием Case Closed: The Time Bombed Skyscraper со свойственным ему заменой имён и убиранием всех культурных и географических отсылок к Японии, но эти изменения сказались в том числе и на определенных сюжетных сценах, одной из которых стала побочная загадка, построенная на японской игре слов, полностью потерявшая смысл в переводе. Технически же эта версия выполнена качественно: хорошая подача и игра актеров. Дубляж на немецкий, вышедший на DVD в Германии, журнал Animania счёл выполненным хорошо.